# Ордынский, Николай Иванович
Ордынский Николай Иванович (9 ноября 1897, Томашов, Люблинская губерния — 3 мая 1972, Ленинград), капитан I ранга, артиллерист, педагог Военно-Морской академии. 

## Биография
Ордынский окончил кадетский корпус в Москве, в 1916 году Морской кадетский корпус в Санкт-Петербурге. Дополнительное образование получил в 1918 году в Артиллерийском классе Морского ведомств, в 1926-1928 годах на Курсах усовершенствования начсостава при ВМА.
В морской службе находился с июня 1914 года. Получил звание мичмана в 1916 году по окончании Морского корпуса.
Начинал вахтенным начальником на крейсере «Громобой», на котором продолжал служить в дни Октябрьской революции.
В марте 1918 года участвовал в Ледовом походе на крейсере «Адмирал Макаров».
В сентябре 1918 направлен на Вольскую флотилию. Был назначен Командиром отряда Волжской флотилии А.В. Сабуровым, командовал группой речных канонерских лодок и катеров-истребителей.
Вольский отряд участвовал в боевых операциях армии Тухачевского и дивизии Чапаева, семи сражениях с белогвардейцами и десяти артиллерийских атаках сухопутных войск. 29 июля 1918 года ЦК РКП(б) выпустило постановление "О мероприятиях по укреплению Восточного фронта", в котором отмечалось: «Вопрос о судьбе революции решается ныне на Волге и Урале». Шла борьба за хлеб, рыбу, нефть и бензин.
В качестве флагмана артиллерии Вольской флотилии осенью 1918 году Николай Иванович участвовал в освобождении Самары. Ордынский писал: «Участие в освобождении от белых Самары было одним из самых значительных событий в истории Вольской флотилии, так на этом закончилось её самостоятельное существование». Об этих событиях Ордынский написал очерк «Морская артиллерия в речной войне в 1918 и 1919 гг.» (Пг., 1920). Это было первое пособие для молодых артиллеристов флота по вооружению боевых судов республики. Об Вольской флотилии в 1968 году Ордынский прочел доклад «Организация и боевые действия Вольской военной флотилии» на конференции Военно-научного общества при Центральном военно-морском музее.
В октябре 1918 года в рамках обороны Царицына Ордынский в составе 10-й армии К.Е. Ворошилова участвовал в ликвидации оперативной группы Фицхелаурова у Камышина, прервавшего сообщение царицынской группировки с Москвой в начале августа.
В декабре 1918 года был назначен помощником начальника артиллерийского отдела и главного артиллериста Астрахано-Каспийской флотилии, в январе 1919 повышен до главного артиллериста Волжско-Каспийской флотилии.  В новом звании Ордынский  руководил вооружением новых судов для флотилии и установкой зенитных орудий для базы, участвовал в успешном отражении налетов авиации белогвардейцев, за что получил от командующего благодарность в приказе и наградные часы.
Также в 1918-1919 гг. Николай Иванович преподавал специальные предметы и заведовал классом командиров в Астрахани.
В 1919 году состоялось знакомство Николая Ивановича с Ф.Ф. Раскольниковым и Л.М. Рейснер, о которых он оставил краткие воспоминания.
В октябре 1920 г. Ордынский стал начальником Штаба морской обороны Одессы, а также береговой обороны Мариуполя. Объезжал с Ф.Э. Дзержинским береговые укрепления Одесского района. В приказе начальника укрепрайона Одессы С.П. Урицкого от 7 августа 1921 г. высоко оценивались заслуги Н.И.Ордынского: «В тяжелую годину борьбы с наемниками Врангеля и польской шляхтой Ордынский, работая по созданию Одукрепрайона, своей энергией заставил возвести надежные опорные пункты для отпора врага, преодолев невероятные трудности».
В августе 1921 г. Ордынский направлен в распоряжение Главкома ДВР В.К. Блюхера и назначен Главным артиллеристом морских сил (на правах начальника артиллерийского округа). Кроме того, командовал монитором «Вьюга» в 1921-1922 гг.
В 1922 г. Ордынского переводят в Центральный аппарат ВМС, где он первоначально служит в иностранном отделе под началом В.А. Белли. Затем становится начальником организационно-мобилизационного отдела.
В 1924 г. входит в Комиссию по флагам и вымпелам ВМС.
В 1925-35 гг. возглавлял обучение кадров мобилизационных работников для флота и водного транспорта страны. Был членом комиссии РВСР по программе строительства военно-морских сил, возглавляемой К.Е. Ворошиловым. Сопровождал его в походах на линейном корабле «Марат».
1926-1936 гг. вёл планирование военного кораблестроения (в Комиссии, назначенной М.В. Фрунзе создавал систему мобилизационной готовности ВМФ и кадры для неё). Начальник военно-морских сил РККА Р.А. Муклевич в приказе от 18 ноября 1929 г. в связи с переводом Ордынского в Морскую академию отметил: «Он приобрел авторитет, и в настоящее время является одним из выдающихся работников организационно-мобилизационного дела».
В 1932 году Ордынский предложил новые формы организации управления подводными силами флота и участвовал в обсуждении перспектив подводного флота в Кремле под руководством И.В. Сталина. На эту тему в декабре того же года опубликовал статью в журнале "Морской сборник".
В Морском сборнике им было напечатано пять работ (с 1930 по 1935 гг.) по разным вопросам военно-морской тактики, а также организации флота.
Николай Иванович разработал основы раздела академического курса Военно-Морской организации, использованные в подготовке слушателей Академии в 1930-36 гг. В Военно-морской Академии читал несколько курсов. Был одним из авторов Устава корабельной службы, а также ряда других пособий и правил для военно-морских сил, изданных в период с 1922 до 1936 гг. Всего Ордынский прослужил в военном флоте 22 года.
В 1936 году Ордынский был арестован и этапирован в Ленинград, где был обвинен в контрреволюционном заговоре и получил первый срок 7 лет лишения свободы. В 1942 году во время восстания заключенных в Усть-Усинске его обвинили в организации бунта и дали дополнительные 10 лет лишения свободы.
В 1953 г. Ордынского переводят на вольное поселение в город Инта Коми АССР, где он работал в Проектной конторе комбината Интауголь.
В 1955 г. после многочисленных обращений в Комитет Государственной безопасности, к маршалу Г.К. Жукову, начальнику флота адмиралу Н.Г. Кузнецову, маршалу К.Е. Ворошилову и др. Н.И Ордынский получил полную реабилитацию. Ему было вновь присвоено звание капитана I ранга, он вернулся в Ленинград и вышел на пенсию за выслугу 38 лет. В 1956-67 гг. он участвовал в составлении III Тома Морского атласа, Истории Военно-Морской академии (в архивных документах находится рукопись 1 раздела на 174 л.). Неоднократно выступал  с докладами на заседаниях военно-исторической секции Дома ученых будучи членом бюро секции. Читал лекции по истории флота в Центральном военно-морском музее, выступал на заседании в Домике Петра I и т.д.
Умер в 1972 г. Похоронен на Большеохтинском кладбище.

## Семья
Родился в семье полковника Ивана Станиславовича Ордынского (1858-1919), командира 27-го пехотного Витебского полка, и Елены Васильевны Каштановой (1862-1937). В роду были преимущественно военные. Генеалогией рода Ордынских занимался брат Николая Ивановича, Владимир Иванович.
Жена — Ордынская Надежда Евгеньевна (урожденная Терлецкая; 1899-1978).